# إريك جانجمان
إريك جانجمان (بالإنجليزية: Eric Jungmann)‏ هو ممثل أمريكي، ولد في 2 ديسمبر 1981 بأورلاندو في الولايات المتحدة.

## أعمال

### أفلام
- (2002) اعترافات عقلية خطيرة[2]

### مسلسلات
- الساحرة المراهقة سابرينا
- ميامي
- عقول إجرامية
- كاسل
- كولد كيس

## وصلات خارجية
- إريك جانجمان على موقع IMDb (الإنجليزية)
- إريك جانجمان على موقع ألو سيني (الفرنسية)
- إريك جانجمان على موقع أول موفي (الإنجليزية)
- إريك جانجمان على موقع قاعدة بيانات الأفلام السويدية (السويدية)
- إريك جانجمان على موقع قاعدة بيانات الفيلم (الإنجليزية)
- إريك جانجمان على موقع كينوبويسك (الروسية)